# Mario de Oliveira Costa
Mario de Oliveira Costa, més conegut com a Tilico, és un exfutbolista i entrenador brasiler, nascut el 23 de març de 1965 a Rio de Janeiro.

## Trajectòria
Va començar a destacar en els filials del Vasco de Gama. El 1986 va ser cedit al CSA-AL, i posteriorment traspasst al Náutico de Capibaribe, on va romandre tres anys. El seu bon joc van atraure l'atenció del Sao Paulo, equip on va coincidir amb altres figures com Palhinha, Jamelli o Cafú. El Sao Paulo va guanyar diversos títols eixa època.
Durant la segona meitat del 91 va ser cedit al Cruzeiro, on va guanyar la Supercopa. Tilico va arribar a formar part de l'equip ideal de Sud-amèrica de 1991. També se li obriren les portes de la selecció brasilera.
Al febrer de 1992 arriba cedit al Cadis CF, de la primera divisió espanyola. Va quallar una gran temporada, amb 8 gols en 15 partits, que li van donar la permanència als andalusos. La directiva cadista va provar de comprar al brasiler, però el seu preu era excessiu per a un conjunt modest. Però sí que ho va fer l'Atlètic de Madrid, encara que el va enviar a l'Atlético Marbella la temporada 92/93. A la següent, es va incorporar a la disciplina matalassera, amb uns resultats pèssims: només 13 minuts en Lliga, a banda de partits de Copa i UEFA.
La 93/94 la finalitzaria al Fluminense del seu país. Després de jugar al León mexicà, va retornar a Europa el 1996, per jugar dues campanyes a la Uniao Leiria portuguesa. Més tard continuaria militant al Ittihad saudita (1998) i en els brasilers Juventude (1999-2000) i Cabofriense (2001) abans de la seua retirada.
Després de penjar les botes, s'ha dedicat a entrenar diversos equips inferiors del seu país, així com la seua experiència a la banqueta més destacada, l'Al-Ahli d'Arabia Saudita.